# Comuna Sedlîșce, Liubeșiv
Sedlîșce (în ucraineană Седлище) este o comună în raionul Liubeșiv, regiunea Volînia, Ucraina, formată din satele Sedlîșce (reședința) și Uhrînîci.

## Demografie
Componența lingvistică a satului Sedlîșce
     Ucraineană (99,46%)
     Alte limbi (0,54%)
Conform recensământului din 2001, majoritatea populației satului Sedlîșce era vorbitoare de ucraineană (99,46%), existând în minoritate și vorbitori de alte limbi.